# Lemmésche Häuser

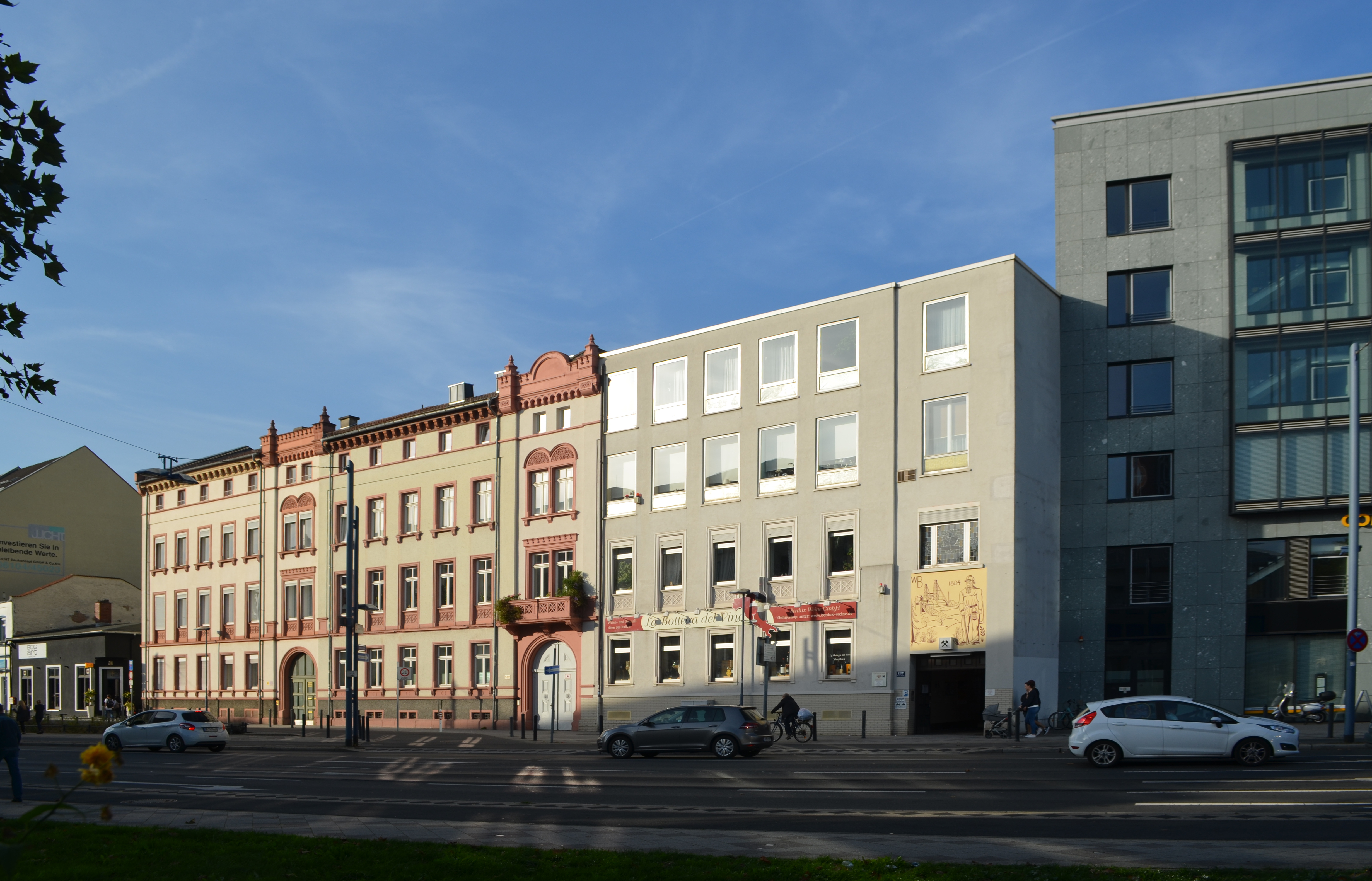
Lemmésche Häuser (linke Seite), Ansicht von der Kaiserstraße

Die Lemméschen Häuser sind zwei 1858 erbaute, denkmalgeschützte Wohnhäuser in Offenbach am Main in Hessen. Sie stehen im nordwestlichen Teil des Stadtzentrums an der Berliner Straße westlich des Büsingparks. Die Adresse der Häuser ist Berliner Straße 139/141.

## Beschreibung
An der Straßenecke von Berliner Straße, Kaiserstraße und Büsingpark stand bis zum Jahr 1960 eine Villa, in der in der napoleonischen Zeit die Familie des französischen Generals Albert lebte. Er heiratete die Nichte (Lili) des im Büsingpalais lebten Fabrikanten Peter Bernard. Das Ehepaar Albert hatte eine Tochter, die den aus Antwerpen stammenden Kaufmann Christian Lemmé heiratete, welcher der Domstraße mit mehreren Gebäuden ihr teilweise heute noch sichtbares Aussehen gab, darunter die Lemméschen Häuser.
Die Lemméschen Häuser wurden im Jahr 1858 westlich der Kaiserstraße erbaut und bestanden ursprünglich aus vier Häusern, die von der Offenbacher Denkmaltopographie als „die erste großstädtische Bebauung in Offenbach“ bezeichnet wurden. Die in der ersten Hälfte des 19. Jahrhunderts erbauten Wohnhäuser in Offenbach wurden zumeist zwei-, in Ausnahmefällen dreigeschossig errichtet. Daher waren die von Christian Lemmé beauftragten und von dem Architekten Nikolaus Distel entworfenen Wohnhäuser mit vier Geschossen etwas Besonderes. Sie führten zu einer städtebaulichen Erweiterung und Verdichtung, die aufgrund des sprunghaften Anstiegs der Einwohnerzahl zu dieser Zeit benötigt wurde, und waren repräsentativ an dem in den Jahren 1847/48 errichteten Lokalbahnhof gelegen. Die mit damals modernen Fassaden im neugotischen Stil errichteten Putzbauten hatten drei Vollgeschosse, ein Drempelgeschoss, rechteckige Fenstergewände und teilweise verzierte Relieffelder. Jedes Wohnhaus besaß eine rundbogige Toreinfahrt an der rechten Hausseite und eine Verkleidung mit Natursteinen im Erdgeschoss, darüber wurden verzierte Doppelfenster symmetrisch angeordnet und eine Attika im Obergeschoss, wobei am Haus mit der Nummer 139 ein Balkon aus Sandstein errichtet wurde.
Durch den Zweiten Weltkrieg wurden zwei der vier Gebäude zerstört und nach dem Ende des Krieges nicht wieder aufgebaut. Die beiden Häuser mit den Hausnummern Berliner Straße 139 und 141 erklären das Kuriosum, dass die Berliner Straße 141 direkt an die Domstraße 58 anschließt. Die Anlieger der Domstraße 1 bis 57 sind in den Tiefen der Stadtgeschichte versunken.
Die Gebäude mit der Bezeichnung „Lemmésche Häuser“ sind im Denkmalverzeichnis des Landesamts für Denkmalpflege Hessen als Kulturdenkmal aus geschichtlichen, künstlerischen und städtebaulichen Gründen eingetragen.